# Dezinformarea privind vaccinurile
Informațiile eronate legate de imunizare și utilizarea vaccinurilor circulă frecvent în mass-media și pe rețelele sociale, în ciuda faptului că nu există ezitări sau dezbateri serioase în cadrul comunității medicale și științifice cu privire la beneficiile vaccinării. Preocupările nefondate legate de siguranța vaccinurilor sunt adesea prezentate online ca fiind informații științifice. Multe dintre sursele de informație disponibile pe internet sunt inexacte, ceea ce poate determina persoanele care caută informații să dezvolte concepții greșite cu privire la vaccinuri.
Deși opoziția față de vaccinare există de secole, internetul și rețelele sociale au facilitat recent răspândirea dezinformării legate de vaccinuri. Răspândirea intenționată a informațiilor false și teoriilor conspirației a fost alimentată atât de publicul larg, cât și de celebrități. Campaniile active de dezinformare desfășurate de actori străini sunt legate de creșterea discuțiilor negative online și de scăderea în timp a ratei vaccinării.
Dezinformarea legată de vaccinare contribuie la controversa vaccinărilor, care pot alimenta epidemii de boli. Din 2019, înainte de pandemia de COVID-19, controversa vaccinării a fost considerată de Organizația Mondială a Sănătății una dintre cele mai importante zece amenințări la adresa sănătății globale.

## Extindere
Un sondaj realizat de Royal Society for Public Health a constatat că 50% dintre părinții copiilor cu vârsta sub cinci ani se confruntă în mod regulat cu informații eronate legate de vaccinare pe rețelele sociale. Pe Twitter, au fost identificați roboți, mascați ca utilizatori legitimi, care au creat o impresie falsă că există un număr aproape egal de persoane de ambele părți ale dezbaterii, răspândind astfel informații înșelătoare legate de vaccinare și siguranța vaccinurilor. Conturile create de roboți au folosit narațiuni convingătoare legate de antivaccinare ca clickbait pentru a-și crește veniturile și a expune utilizatorii la programe malware.
Un studiu a arătat că Michael Manoel Chaves, un fost paramedic care a fost concediat de NHS pentru abatere gravă după ce a furat de la doi pacienți pe care îi trata, este implicat în comunitatea antivaccinare. Aceste persoane sunt adesea interesate de medicina alternativă sau de teorii ale conspirației. De asemenea, un alt studiu a arătat că o predispoziție de a crede în teorii ale conspirației a fost corelată negativ cu intenția persoanelor de a se vaccina.
Răspândirea dezinformării privind vaccinurile poate duce la recompense financiare, prin postări pe rețelele sociale și solicitarea de donații sau strângerea de fonduri pentru cauze antivaccinare.

## Listă de dezinformări populare
Organizația Mondială a Sănătății (OMS) a clasificat dezinformarea legată de vaccinuri în cinci domenii tematice:
- Amenințarea cu boala - percepția că bolile prevenibile prin vaccinare sunt inofensive.
- Încrederea - îndoiala față de fiabilitatea autorităților medicale care administrează vaccinurile.
- Metodele alternative - preferința pentru medicina alternativă în locul vaccinării.
- Eficacitatea - afirmația că vaccinurile nu funcționează.
- Siguranța - convingerea că vaccinurile prezintă mai multe riscuri decât beneficii.

### Dezinformări Despre Vaccinuri
- Vaccinurile provoacă autism: Fals. Consensul științific confirmă că nu există nicio legătură între vaccinuri și autism.[15][1] Această idee a pornit de la un articol publicat în 1998 de Andrew Wakefield, care a fost retras din cauza problemelor grave de cercetare și conflict de interese. Nu au fost găsite dovezi care să susțină legătura între vaccinurile ROR și autism în studii efectuate pe sute de mii de copii.[16][17][18][19][20][21][22][1]
- Vaccinurile pot provoca boala împotriva căreia protejează: Fals. Este extrem de rar ca un vaccin să provoace boala completă, cu excepția vaccinului oral împotriva poliomielitei, care nu mai este utilizat.[23] Vaccinurile conțin virusuri atenuate sau inactivate,[24]  iar noile tehnologii (precum vaccinurile cu ARNm) nu conțin deloc virusuri active.[25]
- Vaccinurile cauzează efecte secundare grave: Fals. Majoritatea efectelor adverse sunt ușoare și temporare (ex. dureri la locul injecției sau febră ușoară), care pot fi controlate cu medicamente comune.[24]
- Vaccinurile provoacă infertilitate: Fals. Nu există dovezi care să sugereze că vaccinurile afectează fertilitatea. Afirmațiile despre vaccinulrile cu ARNm care atacă proteinele placentare au fost demontate de experți, inclusiv de Colegiul American al Obstetricieni și Ginecologilor, care au confirmat că nu există dovezi că vaccinurile ar putea provoca infertilitate.[26][27][28]

### Remedii Alternative la Vaccinare
În fața dezinformării, unii aleg medicina complementară sau alternativă ca înlocuire a vaccinării, considerând vaccinurile „toxice”. Iată câteva exemple de dezinformări în acest sens:
- Consumul de iaurt vindecă HPV:[7] Fals. Niciun produs natural nu poate preveni sau vindeca infecția cu HPV.
- Homeopatia poate preveni rujeola: Fals. Homeopatia s-a dovedit ineficientă în prevenirea rujeolei.[30]
- Suplimentele nutritive pot trata COVID-19: Fals. Quercetina, zincul, vitamina D și alte suplimente nu pot preveni sau trata COVID-19.[31]
- Nosodurile sunt o alternativă la vaccinuri: Fals. Nu există dovezi că nosodele ar preveni sau trata bolile infecțioase.[32]

### Teorii ale Conspirației Legate de Vaccinare
- Componentele vaccinului sunt periculoase: Tiomersalul, aluminiul și formaldehida sunt aditivi utilizați în vaccinuri, dar nu prezintă riscuri pentru sănătate în cantitățile utilizate. Tiomersalul este utilizat pentru sterilitate, iar aluminiul are o toxicitate foarte scăzută.[33][34][35][36][37][38]
- Vaccinarea ca genocid: O teorie falsă sugerează că vaccinarea forțată ar fi o metodă de "depopulare". Aceasta se bazează pe citate eronate și pe confuzia dintre ARN și ADN. Vaccinurile ARNm nu pot modifica ADN-ul celular, deoarece nu intră în nucleul celulei și nu pot genera ADN din ARN fără un primer.[39]

- Vaccinurile fac parte dintr-o conspirație guvernamentală/farmaceutică: Teoriile conspirației sugerează că companiile farmaceutice acționează în interesul profitului, în detrimentul sănătății publice. Aceste teorii ignoră dovezile științifice care susțin eficiența și siguranța vaccinurilor.[40][41][42]

- Bolile prevenibile prin vaccinare sunt inofensive: Aceasta este o concepție greșită. Bolile precum rujeola sunt grave și pot provoca complicații severe sau deces. Vaccinarea rămâne cea mai eficientă metodă de protecție.[30]

- Anecdote personale despre prejudicii: Dezinformările despre efectele adverse ale vaccinurilor, inclusiv legăturile cu autismul, sunt adesea bazate pe povești personale. Autismul apare în timpul dezvoltării fetale, nu din cauza vaccinării. Studiile nu au dovedit nicio legătură între vaccinuri și autism.[43][44]

Alte Teorii ale Conspirației
- Poliomielita nu este o boală reală: Fals. Prima epidemie importantă a fost documentată în 1894, iar poliomielita a provocat decese și paralizii în rândul a mii de oameni. Vaccinul Salk, creat în 1954, a contribuit la eliminarea epidemiei.[45][46][47][48][49][48][50][51]

- Vaccinurile COVID-19 conțin microcipuri: Fals. Această teorie a apărut dintr-o confuzie între tehnologia micro-ace și microcipuri. Vaccinurile nu conțin microcipuri pentru urmărirea persoanelor; această teorie este nefondată.[52][53][54][55][56][57]

## Impact
Alimentat de dezinformare, activismul antivaccinare este în creștere pe rețelele de socializare și în multe țări. Cercetările au arătat că vizionarea unui site web care conține dezinformări privind vaccinurile timp de 5-10 minute poate reduce intenția unei persoane de a se vaccina. Un studiu din 2020 a constatat că o proporție semnificativă din conținutul despre vaccinuri de pe site-urile populare de socializare este de natură antivaccinare. De asemenea, s-a observat o relație semnificativă între aderarea la grupuri care ezită în privința vaccinării pe rețelele de socializare și exprimarea publică a îndoielilor cu privire la siguranța vaccinurilor. Aceasta este corelată cu o scădere a acoperirii vaccinale, influențată și de campaniile externe de dezinformare.
În 2003, zvonurile privind vaccinurile împotriva poliomielitei au intensificat ezitarea vaccinării în Nigeria, ceea ce a dus la o creștere de cinci ori a numărului de cazuri de poliomielită în țară în decurs de trei ani. Un studiu din 2021 a constatat că dezinformarea legată de vaccinurile anti-COVID-19 pe rețelele sociale a condus la o scădere a intenției de vaccinare cu 6,2 puncte procentuale în Regatul Unit și cu 6,4 puncte procentuale în Statele Unite, în rândul celor care afirmau că ar accepta cu siguranță un vaccin.
Rețelele sociale rămân principala platformă pentru răspândirea rapidă a dezinformării despre vaccinuri în timpul unei pandemii. De exemplu, un studiu din 2020 referitor la opinia publică cu privire la vaccinurile COVID-19 din China a arătat că aproximativ o cincime din postările de pe Weibo afirmau că vaccinurile COVID-19 sunt, în general, supraevaluate, în ciuda faptului că acestea erau administrate gratuit. Multe persoane din China au de asemenea convingerea că vaccinurile inactive sunt mai sigure decât vaccinul ARNm dezvoltat pentru SARS-CoV-2. Aceasta poate fi o consecință a mândriei naționale, precum și a lipsei de cunoștințe despre vaccinuri.
În general, dezinformarea referitoare la vaccinul COVID-19 a redus încrederea publicului. Acceptarea vaccinurilor COVID-19 în rândul populației chineze a scăzut semnificativ din cauza preocupărilor legate de costuri. Un sondaj online a arătat că doar 28,7% dintre participanți își exprimau un interes clar pentru obținerea vaccinului, în timp ce 54,6% aveau o oarecare ezitare.

## Măsuri împotriva dezinformării

### Comunicare
Expunerea repetată la dezinformare - de exemplu, prin intermediul rețelelor sociale - poate crea modele mentale eronate cu privire la funcția, riscurile și scopul vaccinurilor. Cu cât o persoană este expusă mai mult timp informațiilor eronate, cu atât acestea devin mai bine înrădăcinate în modul său de gândire, făcând corectarea și retractarea lor mai dificile. În timp, aceste modele pot deveni parte integrantă a viziunii asupra lumii a unei persoane care ezită să se vaccineze. Oamenii sunt adesea predispuși să filtreze orice informație nouă pentru a se potrivi cu viziunea lor preexistentă asupra lumii, inclusiv faptele corective despre vaccinuri. Prin urmare, atunci când persoanele care ezită să se vaccineze ajung la cabinetul medical, personalul medical se confruntă cu o provocare semnificativă. Dacă doresc să schimbe părerile și să mențină imunitatea de turmă împotriva bolilor prevenibile, trebuie să facă mai mult decât să prezinte simple fapte despre vaccinuri. Furnizorii de servicii medicale au nevoie de strategii de comunicare care să schimbe efectiv mentalitățile și comportamentele.

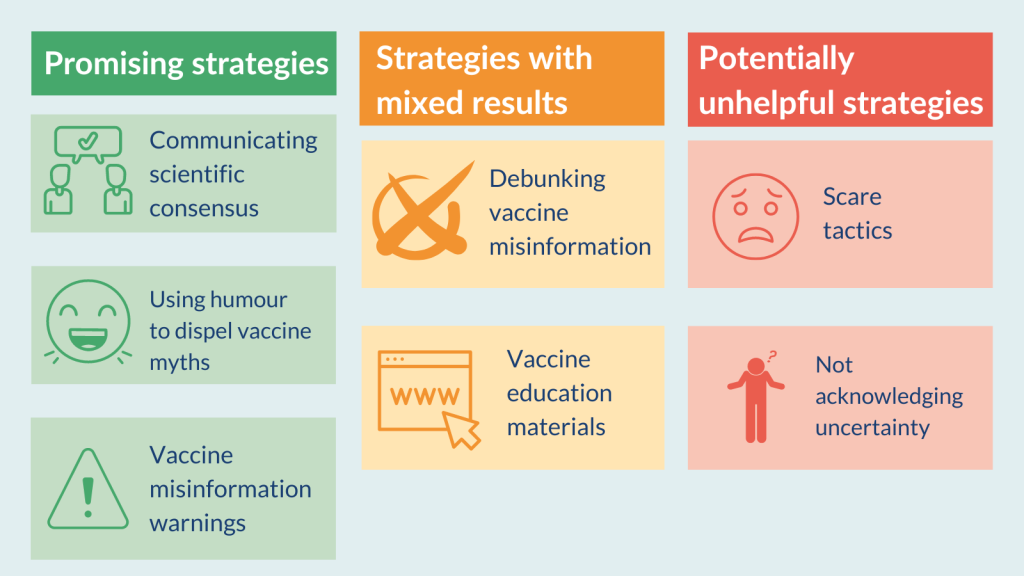
Strategii de comunicare pentru combaterea dezinformării privind vaccinurile

Strategiile de comunicare destinate contracarării dezinformării despre vaccinuri și îmbunătățirii efective a intenției de vaccinare includ comunicarea consensului științific conform căruia vaccinurile sunt sigure și eficiente, utilizarea umorului pentru a risipi miturile legate de vaccinuri și furnizarea de avertismente împotriva dezinformării. Comparativ cu acestea, dezmințirea dezinformării și furnizarea de materiale educative despre vaccinuri s-au dovedit a fi mai puțin eficiente în combaterea dezinformării. Tacticile de speriat și nerecunoașterea incertitudinii nu sunt eficiente și pot chiar să se întoarcă împotriva inițiatorilor, deteriorând intenția de a se vaccina. Cercetările arată că comunicatorii științifici ar trebui să contracareze direct dezinformarea din cauza influenței sale negative asupra publicului tăcut, care observă dezbaterea privind vaccinurile, dar nu se implică în ea. Refutările dezinformării legate de vaccinuri ar trebui să fie clare pentru a evita accentuarea acesteia. Este util să se asocieze dovezile științifice cu povești care rezonează cu sistemul de convingeri și valorile publicului.
Intervențiile pentru părinți și îngrijitori care iau decizii cu privire la vaccinarea copiilor lor sunt esențiale. Dată fiind complexitatea acestei probleme, strategiile eficiente bazate pe dovezi nu au fost încă pe deplin identificate. Deși mulți doresc să ofere familiilor cât mai multe informații corective, acest lucru are adesea consecințe neintenționate. Un studiu din 2013 a testat patru intervenții separate pentru a corecta dezinformarea legată de vaccinul ROR (rujeolă, oreion, rubeolă) și pentru a promova schimbarea comportamentală a părinților: 
1. Furnizarea de informații care explică lipsa dovezilor că ROR cauzează autism.
2. Prezentarea informațiilor textuale despre pericolele rujeolei, oreionului și rubeolei.
3. Prezentarea de imagini cu copii bolnavi de rujeolă, oreion și rubeolă.
4. Furnizarea unei narațiuni dramatice despre un copil care a decedat din cauza rujeolei.[71]

Înainte și după fiecare intervenție, cercetătorii au măsurat credința părinților în vaccinuri, percepția eronată legată de autism, intenția lor de a vaccina viitorii copii și percepția generală a riscurilor asociate vaccinului. S-a constatat că niciuna dintre intervenții nu a crescut intenția părinților de a vaccina.
În schimb, prima intervenție a redus percepțiile greșite cu privire la autism, dar a diminuat intenția părinților de a vaccina viitorii copii. Acest efect a fost semnificativ în rândul părinților care erau deja reticenți față de vaccinare. Aceasta demonstrează că informațiile corective se pot întoarce împotriva lor. Raționamentul motivat ar putea fi mecanismul din spatele acestei dinamici: indiferent de câte fapte sunt furnizate, părinții continuă să analizeze informațiile pentru a găsi selectiv cele care le susțin viziunea asupra lumii. Deși informațiile corective pot avea un efect asupra unei convingeri specifice, părinții reticenți față de vaccin folosesc adesea aceste informații suplimentare pentru a-și consolida intenția comportamentală inițială. Intervențiile trei și patru au amplificat percepția greșită legată de vaccinuri și autism, respectiv au sporit credința în efectele secundare grave ale vaccinurilor. Acest lucru poate fi atribuit unui potențial efect de alarmare: când sunt împinși într-o stare de frică, părinții pot atribui greșit această frică vaccinului în sine, mai degrabă decât bolilor pe care le previne. În toate cazurile, faptele incluse au avut un efect redus, dacă nu chiar contraproductiv asupra comportamentelor viitoare.
Această lucrare are implicații importante pentru cercetările viitoare. În primul rând, constatările studiului evidențiază o discrepanță între convingeri și intenții; chiar dacă percepțiile greșite specifice sunt corectate, comportamentul s-ar putea să nu se schimbe. Deoarece atingerea imunității colective pentru bolile prevenibile necesită promovarea comportamentului de vaccinare, este important ca cercetările viitoare să măsoare intenția comportamentală, nu doar convingerile. În al doilea rând, este esențial ca toate mesajele de sănătate să fie testate înainte de utilizarea lor pe scară largă. Societatea nu cunoaște neapărat impactul comportamental al intervențiilor de comunicare; acestea pot avea consecințe neintenționate asupra diferitelor grupuri. În cazul corectării dezinformării privind vaccinurile și al schimbării comportamentelor de vaccinare, este nevoie de mult mai multă cercetare pentru a identifica strategii de comunicare eficiente.
Mai multe agenții guvernamentale, cum ar fi Centrele pentru Prevenirea și Controlul Bolilor (CDC) din Statele Unite și National Health Service (NHS) din Regatul Unit, au pagini web dedicate abordării dezinformării legate de vaccinuri.

### Rețelele de socializare
Pinterest a fost una dintre primele platforme de social media care a început să afișeze doar informații de încredere din surse verificate în căutările sale legate de vaccinuri în 2019. În 2020, Facebook a anunțat că nu va mai permite reclame antivaccinare pe platforma sa. De asemenea, Facebook a declarat că va promova postările Organizației Mondiale a Sănătății și UNICEF pentru a crește ratele de imunizare prin campanii de sănătate publică. Twitter a anunțat că va aplica etichete de avertizare pe tweet-urile care conțin zvonuri controversate sau nefondate despre vaccinare și va solicita utilizatorilor să elimine tweet-urile care răspândesc informații false despre vaccinuri. TikTok a anunțat că va începe să direcționeze utilizatorii către surse oficiale de sănătate atunci când caută informații legate de vaccinuri. Până în decembrie 2020, YouTube a eliminat peste 700.000 de videoclipuri care conțineau informații false legate de COVID-19.

### Bolile prevenibile prin vaccinare
Vaccinarea a dus la reducerea semnificativă a majorității bolilor prevenibile prin vaccinare (de exemplu, poliomielita a fost eradicată în toate țările, cu excepția Afganistanului și Pakistanului). Cu toate acestea, unele dintre aceste boli continuă să fie răspândite și provoacă epidemii în unele părți ale lumii. Dacă populația afectată nu este protejată prin vaccinare, boala se poate răspândi rapid dintr-o țară în alta. Vaccinurile nu protejează doar indivizii, ci contribuie și la imunitate de turmă, dacă un număr suficient de persoane din populație se vaccinează.
Eradicarea reprezintă eliminarea permanentă a unei boli infecțioase la nivel mondial prin eforturi deliberate, ceea ce face inutile măsurile de intervenție ulterioare. Până în prezent, singura boală eradicată cu succes este variola. Poliomielita a fost eradicată în emisfera vestică, iar progrese semnificative au fost înregistrate în acest sens, cu nicio raportare de cazuri în regiunea Pacificului de Vest a Organizației Mondiale a Sănătății de mai bine de un an. O examinare a fezabilității tehnice a eradicării altor boli prevenibile prin vaccinare disponibile în prezent în Statele Unite sugerează că rujeola, hepatita B, oreionul, rubeola și, eventual, Haemophilus influenzae tip b sunt candidați potențiali pentru eradicare. Din punct de vedere practic, rujeola pare a fi cel mai probabil candidat pentru următorul efort de eradicare. În ciuda provocărilor, eradicarea reprezintă cea mai mare realizare în materie de durabilitate și justiție socială, iar chiar dacă eradicarea nu este întotdeauna posibilă, se pot face îmbunătățiri semnificative în ceea ce privește controlul cu ajutorul vaccinurilor existente. Vaccinurile noi și îmbunătățite pot oferi posibilități suplimentare în viitor.